# دارلين دي سوزا
دارلين دي سوزا (بالبرتغالية: Darlene de Souza Reguera) (11 يناير 1990 في البرازيل - ) هي لاعبة كرة قدم برازيلية في مركز الوسط. شاركت مع منتخب البرازيل لكرة القدم للسيدات. أما مع النوادي، فقد لعبت مع SKN St. Pölten (women) ‏ وSV Neulengbach ‏ وAssociação Desportiva Centro Olímpico ‏.

## وصلات خارجية
- دارلين دي سوزا على موقع الاتحاد الدولي (مؤرشف)  (الإنجليزية)
- دارلين دي سوزا على موقع الاتحاد الأوربي (الإنجليزية)
- دارلين دي سوزا على موقع قاعدة بيانات كرة القدم.إي يو (الإنجليزية)
- دارلين دي سوزا على موقع أوليمبيديا (الإنجليزية)